# ستاره‌زیان
ستاره‌زیان (نام علمی: Asterozoa) نام یک superclass از شاخه خارپوستان است.